# Ганс Брукманн
Ганс Брукманн (нім. Hans Bruckmann; 7 вересня 1881, Ульм — 8 листопада 1952, Баден-Баден) — німецький офіцер, генерал-майор вермахту.

## Біографія
5 липня 1900 року вступив у Імперську армію. Учасник Першої світової війни, офіцер Генштабу. 31 січня 1920 року демобілізований, наступного дня вступив у поліцію. 31 березня 1923 року звільнився. З 1 жовтня 1933 року — співробітник ландверу. З 5 березня 1935 року — офіцер служби комплектування. 31 грудня 1935 року вийшов у відставку. 1 квітня 1936 року повернувся в службу комплектування і призначений начальник штабу інспекції комплектування Кельна. З 1 травня 1937 року виконував обов'язки військового аташе в Будапешті, з 1 вересня — в Софії. З 1 листопада 1937 року — військовий аташе в Софії. 1 березня 1941 року офіційно повернувся на активну службу. 19 грудня 1942 року відправлений в резерв ОКГ. З 1 березня 1943 року — військовий комендант Кольмара. 1 березня 1944 року знову відправлений в резерв ОКГ, 31 травня остаточно звільнений у відставку.   

## Звання
- Фанен-юнкер (5 липня 1900)
- Фенріх (23 березня 1901)
- Лейтенант (18 жовтня 1901)
- Оберлейтенант (25 лютого 1910)
- Гауптман служби комплектування (2 серпня 1914)
- Майор запасу (31 січня 1920)
- Майор поліції (1 лютого 1920)
- Майор запасу у відставці (1 жовтня 1933)
- Майор у відставці (1 жовтня 1934)
- Майор служби комплектування (5 березня 1935)
- Оберстлейтенант запасу (1 травня 1937)
- Оберстлейтенант служби комплектування (1 жовтня 1937)
- Оберст (1 вересня 1940)
- Генерал-майор (1 квітня 1944)

## Нагороди
- Залізний хрест 2-го і 1-го класу
- Королівський орден дому Гогенцоллернів, лицарський хрест з мечами
- Почесний хрест ветерана війни з мечами
- Медаль «За вислугу років у Вермахті» 4-го, 3-го, 2-го і 1-го класу (25 років)
- Орден «За військові заслуги» (Болгарія)
  - великий офіцерський хрест з мечами
  - великий хрест з військовою відзнакою
- Хрест Воєнних заслуг 2-го і 1-го класу з мечами